# Sabinskij rajon
Il Sabinskij rajon (in russo Сабинский район?, in tataro: Саба районы) è un municipal'nyj rajon della Repubblica Autonoma del Tatarstan, in Russia. Istituito il 10 agosto 1930, occupa una superficie di 1 097,7 chilometri quadrati, conta 30 586 abitanti ed è suddiviso in un insediamento di tipo urbano e 19 comuni rurali. Il centro amministrativo è l'insediamento di tipo urbano di Bogatye Saby. Nel distretto si trova l'alto corso del fiume Mëša.